# 杜钰洲
杜钰洲（1942年—），男，黑龙江齐齐哈尔人，中华人民共和国政治人物，曾任中华人民共和国纺织工业部副部长，中国纺织工业协会会长，第十届全国政协委员。